# Gopnik

Typický gopnik v tzv. chruščovce

Gopnik (rusky го́пник) je termín popisující subkulturu v Rusku, na Ukrajině, v Bělorusku a dalších slovanských zemích, zejména však ve východní Evropě a některých částech Asie. Jde povětšinou o mladé muže nebo ženy (obvykle do věku 25 let), kteří obývají předměstí měst a často pocházející z rodin nižšího vzdělání a příjmů. Ženská podoba je gopnica (rusky: гопница) a podstatné jméno pro celý kolektiv je gopota (rusky: гопота́). Subkultura gopniků má své kořeny na konci období carského Ruska a vyvíjela se během 20. století v mnoha sovětských městech. Termín gopnik je velmi pravděpodobně odvozen od ruského slangového označení pro pouliční loupež. Gopnici (gopota) jsou často viděni v podřepu ve skupinách na otevřeném prostranství. To je dáno naučeným chováním připisovaným ruské a sovětské vězeňské kultuře vyhýbat se sezení na studené zemi.

## Popis
Gopnici zřejmě následují styl oblékání z konce 20. století, někdy s novějšími prvky. Některé gopniky toto oslovení uráží, a proto se mezi sebou oslovují výrazem pacan (rusky: паца́н). Na hlavě většinou nosí černou kšiltovku nebo bekovku (podobnou baretu s krátkým kšiltem). Pro gopniky je dále typická tepláková souprava Adidas nebo Puma (většinou Adidas), což bylo z velké části zpopularizováno týmem Sovětského svazu v roce 1980 na olympiádě v Moskvě. Občas nosí klasické černé kalhoty, nezřídka i větší, než je jejich velikost. V létě rádi nosí síťkovaná trička nebo tílka, v zimě koženou černou krátkou bundu se zvednutým límcem a taky klasickou zimní bavlněnou čepici nebo ušanku. Na nohou nosí klasické boty „lakýrky“ se špičkou, vysoké trekové boty nebo boty značky Adidas. Se subkulturou gopnik se také nejčastěji pojí doplňky jako staré ruční taštičky, sáček se slunečnicovými semínky (tzv. семечки, semečki), Vodka nebo Kvas (rusky: Квас) a také nůž motýlek.
Gopnik poslouchá zejména slovanský hardbass. Někteří lidé si je kvůli jejich vyholeným hlavám pletou s ruskými skinheady.